# U.S. Men's Clay Court Championships 1994
Lo U.S. Men's Clay Court Championships 1994 è stato un torneo di tennis giocato sulla terra rossa. È stata la 84ª edizione dell'U.S. Men's Clay Court Championships, che fa parte della categoria ATP World Series nell'ambito dell'ATP Tour 1994. Si è giocato a Birmingham negli Stati Uniti, dall'11 al 18 aprile 1994.

## Campioni

### Singolare
Jason Stoltenberg ha battuto in finale  Gabriel Markus con il punteggio di 6–3 6–4

### Doppio
Richey Reneberg /  Christo van Rensburg hanno battuto in finale  Brian MacPhie /  David Witt con il punteggio di 2–6, 6–3, 6–2